# 도시과학
도시과학(都市科學)은 현대 도시가 직면하고 있는 다양하고 복잡한 문제들을 학제적 접근을 통해 연구하는 학문 분야이다. 도시의 사회, 행정, 계획, 설계, 공학 분야의 기존 연구 성과를 토대로 도시의 제반 문제에 관한 이론적 논의와 현실적 해결을 목적으로 하는 실천, 응용 학문이다. 구체적인 연구 주제로는 도시 계획 및 개발 문제, 도시 주택 문제, 도시 환경 및 조경 문제, 도시 행정 및 정책, 도시의 사회 및 문화 연구 등이 있다.